# Oceania Rugby Women's Sevens Challenge 2022
El Oceania Rugby Women's Sevens Challenge de 2022 fue un torneo de rugby 7 disputado por las selecciones nacionales femeninas pertenecientes a Oceania Rugby.
Se disputó entre el 19 y 20 de noviembre en Brisbane, Australia.
El torneo otorgó dos plazas para el Challenger Series 2023.

## Fase de grupos
| Pos | Países             | Partidos | Partidos | Partidos | Tantos | Tantos | Tantos | Pts |
| Pos | Países             | G        | E        | P        | PF     | PC     | DP     | Pts |
| --- | ------------------ | -------- | -------- | -------- | ------ | ------ | ------ | --- |
| 1   | Papúa Nueva Guinea | 5        | 0        | 0        | 194    | 10     | +184   | 15  |
| 2   | Samoa              | 4        | 0        | 1        | 146    | 33     | +113   | 13  |
| 3   | Tonga              | 3        | 0        | 2        | 81     | 69     | +12    | 11  |
| 4   | Islas Cook         | 2        | 0        | 3        | 72     | 86     | -14    | 9   |
| 5   | Islas Salomón      | 1        | 0        | 4        | 32     | 147    | -115   | 7   |
| 6   | Vanuatu            | 0        | 0        | 5        | 25     | 205    | -180   | 5   |

### Resultados
| 19 de noviembre | Islas Cook | 24 - 5 | Islas Salomón |  |  |

| 19 de noviembre | Samoa | 59 - 0 | Vanuatu |  |  |

| 19 de noviembre | Papúa Nueva Guinea | 33 - 0 | Tonga |  |  |

| 19 de noviembre | Islas Cook | 41 - 5 | Vanuatu |  |  |

| 19 de noviembre | Papúa Nueva Guinea | 21 - 5 | Samoa |  |  |

| 19 de noviembre | Tonga | 33 - 0 | Islas Salomón |  |  |

| 19 de noviembre | Papúa Nueva Guinea | 38 - 0 | Islas Cook |  |  |

| 19 de noviembre | Samoa | 26 - 5 | Tonga |  |  |

| 19 de noviembre | Islas Salomón | 27 - 5 | Vanuatu |  |  |

| 20 de noviembre | Papúa Nueva Guinea | 48 - 0 | Islas Salomón |  |  |

| 20 de noviembre | Samoa | 19 - 7 | Islas Cook |  |  |

| 20 de noviembre | Tonga | 24 - 10 | Vanuatu |  |  |

| 20 de noviembre | Samoa | 37 - 0 | Islas Salomón |  |  |

| 20 de noviembre | Papúa Nueva Guinea | 54 - 5 | Vanuatu |  |  |

| 20 de noviembre | Tonga | 19 - 0 | Islas Cook |  |  |

## Fase final

### Final Bowl (Quinto puesto)
| 20 de noviembre | Islas Salomón | 22 - 5 | Vanuatu |  |  |

### Final Plate (Tercer puesto)
| 20 de noviembre | Tonga | 26 - 15 | Islas Cook |  |  |

### Final
| 20 de noviembre | Papúa Nueva Guinea | Cancelado | Samoa |  |  |

### Posiciones finales
Debido a inclemencias climáticas, varios partidos definitorios no fueron disputados, por lo tanto la organización, se baso en los resultados de la fase regular para determinar las posiciones finales.
| Posición | Equipo             |
| -------- | ------------------ |
| 1.º      | Papúa Nueva Guinea |
| 2.º      | Samoa              |
| 3.º      | Tonga              |
| 4.º      | Islas Cook         |
| 5.º      | Islas Salomón      |
| 6.º      | Vanuatu            |